# Niha
Koordinaten: 33° 54′ N, 35° 58′ O
Niha (arabisch نيحا, DMG Nīha, ˈniħa) ist ein Dorf am Westrand der Bekaa-Ebene im Libanon. Es ist wegen seines gut erhaltenen römischen Tempels bekannt.

## Lage
Niha gehört zum Distrikt Zahlé innerhalb des Gouvernement Bekaa. Der Ort liegt auf 1100 Meter Höhe in einem Taleinschnitt am Osthang des Dschebel Sannin, dessen Gipfel mit 2682 Meter die höchste Erhebung des südlichen Libanongebirges bildet. Faltenreiche steile Hügel überragen als Ausläufer dieses Bergmassivs den Ort im Norden und Süden um etwa 150 Meter.
Von Zahlé führt eine Nebenstraße Richtung Baalbek sechs Kilometer nach Nordosten, bis kurz nach dem Dorf Ablah eine zwei Kilometer lange Stichstraße in die Berge abzweigt. Der Ort breitet sich in einem Talkessel hinter einem Hügel aus, der die Sicht auf die Bekaa-Ebene versperrt. Die Nachbardörfer Nabi Ayla im Süden und Temnine el-Faouqa und dahinter Qsarnaba im Norden liegen auf ähnlicher Höhe in weiteren Bergtälern. Sie sind ebenfalls nur auf Stichstraßen von der Ebene aus erreichbar.
In der Umgebung des Ortes wird hauptsächlich Weinbau betrieben, daneben werden in den Ebenen der Seitentäler und auf terrassierten Flächen bis in die Steilhänge Apfel-, Pfirsich- und Mandelbäume angepflanzt. In Hausgärten und an Wegesrändern gedeihen Feigenbäume.

## Ortsbild
Das Ortsgebiet hat eine Fläche von 9,7 Quadratkilometer. Niha ist – vermutlich seit dem 19. Jahrhundert – ein Dorf mit einer nahezu rein christlichen Einwohnerschaft. Die sich in den Tälern nach Norden anschließenden Dörfer sind dagegen schiitisch. Es gibt zwei Kirchen für die 1000 bis 3000 permanent im Ort lebenden Bewohner; die orthodoxe Kirche ist dem Propheten Elija geweiht. Sie stammt aus dem Ende des 19. Jahrhunderts und befindet sich wenige Meter südlich des römischen Tempelareals. Die andere Kirche ist für die Maroniten. An den Häusern fallen kleine Marienverehrungsplätze auf, mehrere große christliche Kreuze sind auf dem Hügel im Süden aufgestellt.
Die Versorgung mit Trinkwasser erfolgt aus Quellen, die aus dem Kalkgestein in den Bergen oberhalb des Dorfes hervortreten. Die Höhenlage macht Niha als Sommerfrische für Auswanderer in die Städte attraktiv, die in der heißen Jahreszeit in die Heimat zurückkehren.

## Römische Tempel

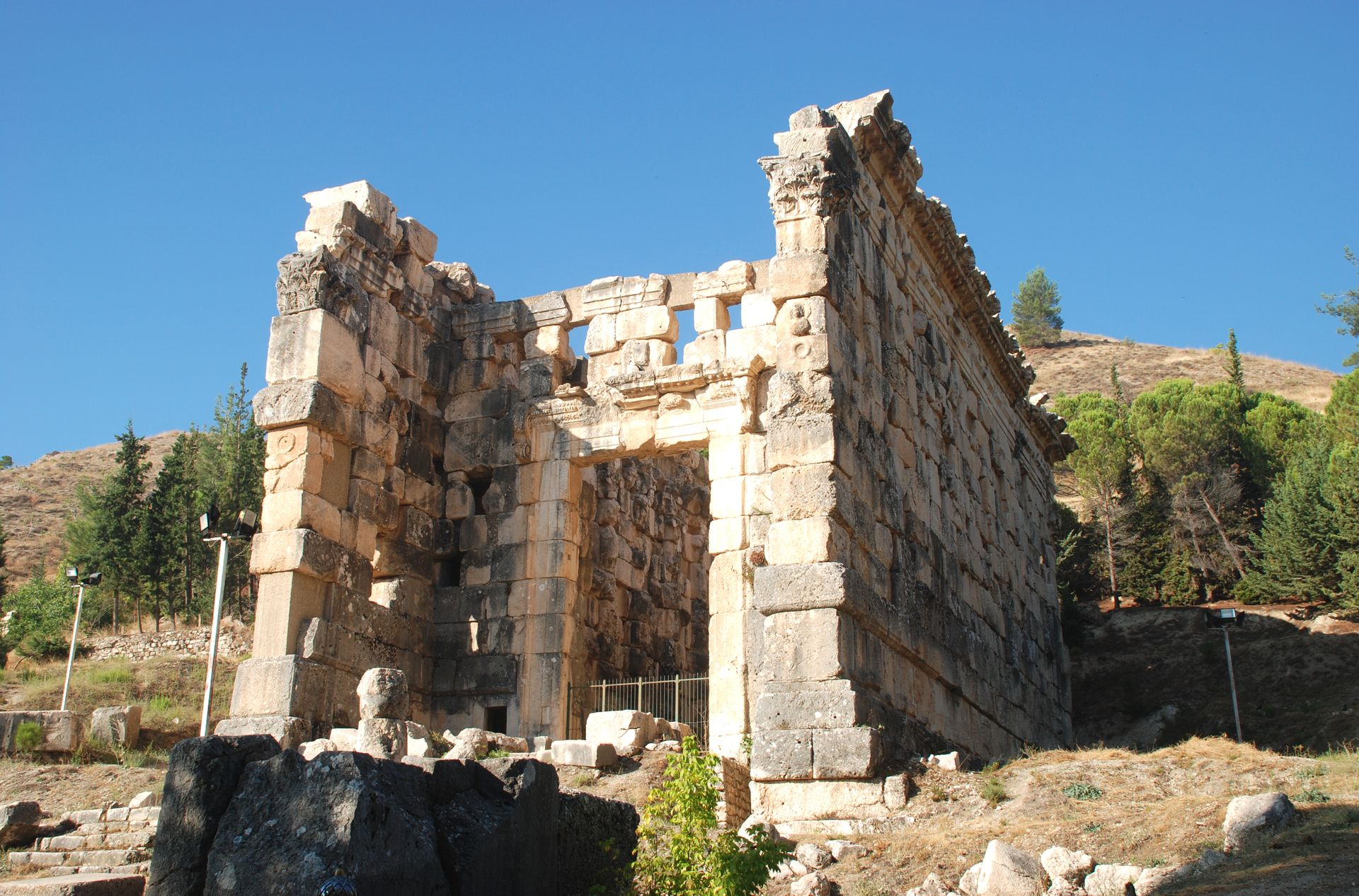
Großer Tempel von Nordosten

Die Ausgrabungsstätte liegt am oberen Ortsausgang links unterhalb der Straße in einem baumbestandenen Bachtal. Hier sind zwei Tempel aus römischer Zeit in unterschiedlichem Zustand erhalten. Seit der Mitte des 2. Jahrhunderts bauten die Römer am Rand der Bekaa viele kleine Tempel und sonstige Heiligtümer, die sich meist auf den Hauptort Heliopolis, das heutige Baalbek beziehen.

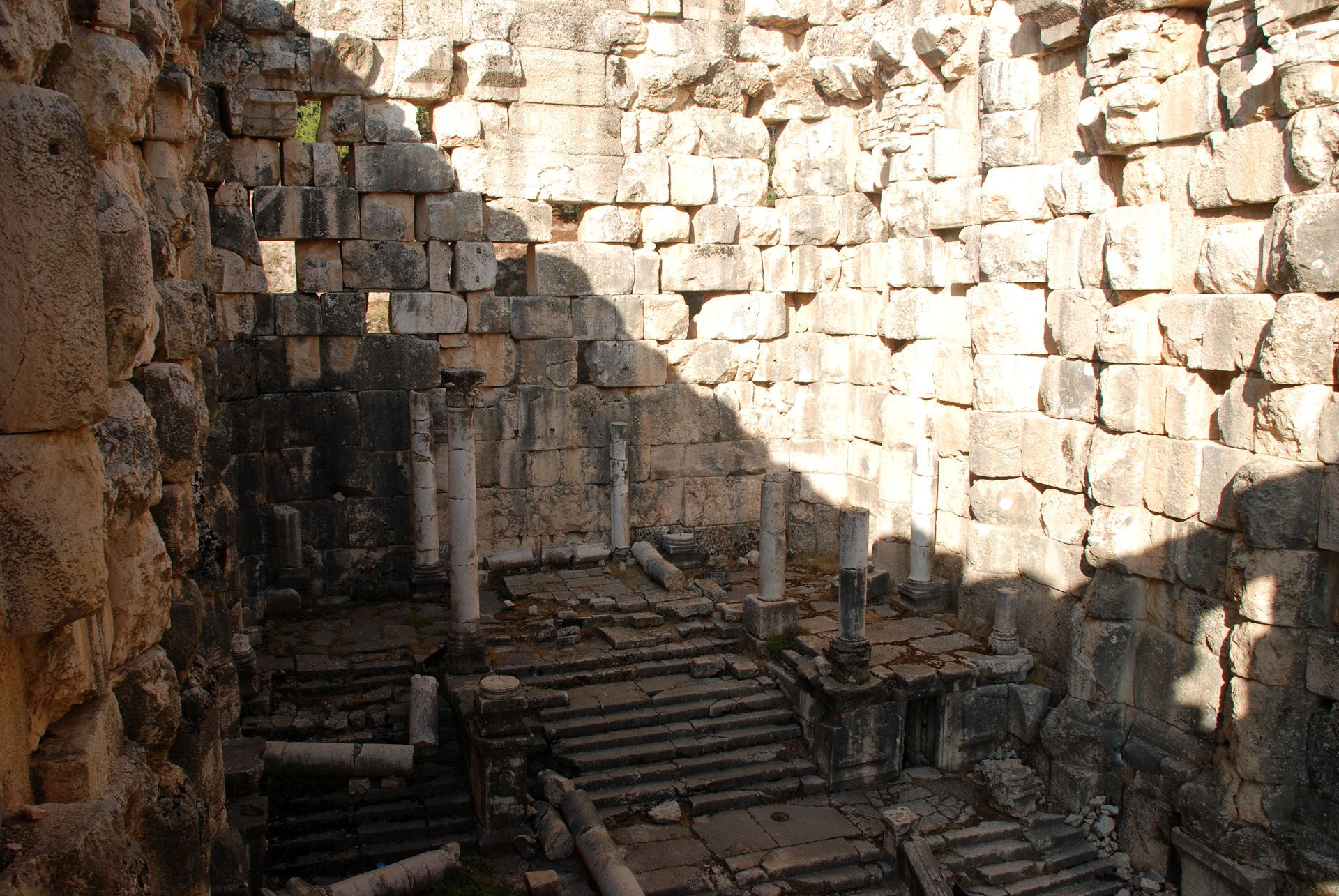
Cella und erhöhtes Adyton des großen Tempels

Der besser erhaltene Tempel westlich, jenseits des Baches wurde im 2. und 3. Jahrhundert n. Chr. erbaut. Er war dem syrisch-phönizischen Donner- und Regengott Hadaranes (Hadad) und der Fruchtbarkeitsgöttin Atargatis geweiht. Der Eingang des Heiligtums mit den Außenmaßen 32 × 14 Meter liegt im Osten. Es ist ein Prostylos-Tempel mit einer (abgegangenen) äußeren Reihe von vier korinthischen Säulen und dahinter zwei inneren ionischen Säulen. Zum Podium, auf dem der Tempel stand, führte eine breite Freitreppe hinauf. Diese ist noch teilweise vorhanden. An ihrer Vorderseite befanden sich rechts und links Steinquader mit Reliefs. Das linke Relief ist erhalten und zeigt einen stehenden Mann mit einer spitzen Haube auf dem Kopf. Der Priester trägt zwei rundplastische Köpfe auf seiner Brust, die einen Gott und eine Göttin darstellen. In der linken Hand hält er ein Pflanzenbündel als Wassersprenger, mit der rechten gießt er aus einem Becher Wasser auf einen kleinen Altar.

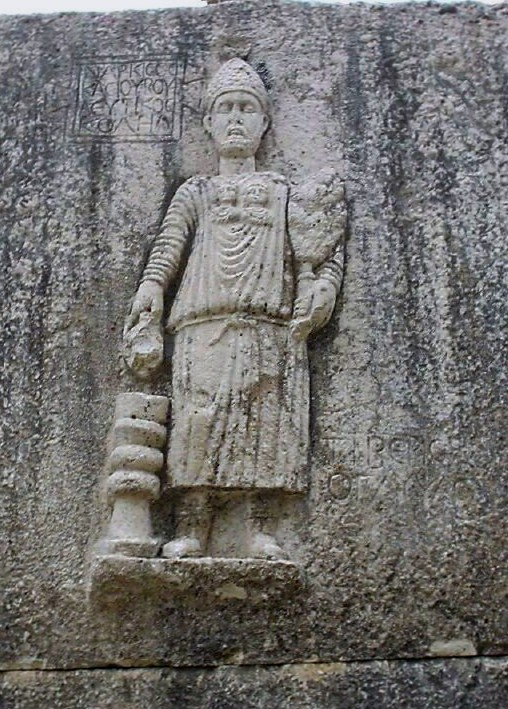
Relief des Priesters vor dem großen Tempel

Der Architrav über der Mitteltür ist in drei Fascien (waagrechte Streifen) eingeteilt. Der Fries darüber ist durch Zahnschnitt, Kymation und seitlich durch geschwungene Konsolen gestaltet. An der Unterseite des Türsturzes ist in der Mitte ein Adler mit ausgebreiteten Flügeln abgebildet. Der Adler ähnelt demjenigen am Türsturz des Bacchustempels in Baalbek, jedoch hält der hiesige eine Blumengirlande in einer seiner Krallen und einen Palmzweig in der anderen. Auf der rechten Seite befindet sich ein Relief mit einem nackten Jungen mit Flügeln und einem Palmzweig in der linken Hand. Daneben hält eine geflügelte Siegesgöttin mit einem Palmzweig in der Linken eine Krone mit der rechten Hand zum Kopf des Jungen hinüber. Am linken Türsturz taucht dieselbe Siegesgöttin auf.
Das Tempelinnere besteht aus einer Cella, deren Wände mit Halbsäulen gegliedert sind, und einem um einen Meter höher gelegenen Adyton am hinteren Ende. Es gab jeweils sechs ionische Halbsäulen an den seitlichen Cellawänden und in den Ecken zwei nebeneinander gestellte Viertelsäulen. Eine Mitteltreppe führt zu dem höheren Bereich hinauf, der einst die Statue des Gottes enthielt. Eine Krypta unter dem Adyton beherbergte die für das religiöse Ritual benötigten Gegenstände. Wie der Bacchustempel wurde dieser Tempel für Opferkulte von Eingeweihten verwendet.
Der große Tempel war bis ins 20. Jahrhundert von einem Erdrutsch verschüttet; am hinteren Ende war er bis 15 Meter vergraben, die vordere Treppe lag noch einen Meter unter dem Boden. In den 1950er Jahren wurde er durch syrische Archäologen freigelegt und ab 1967 umfangreich restauriert.

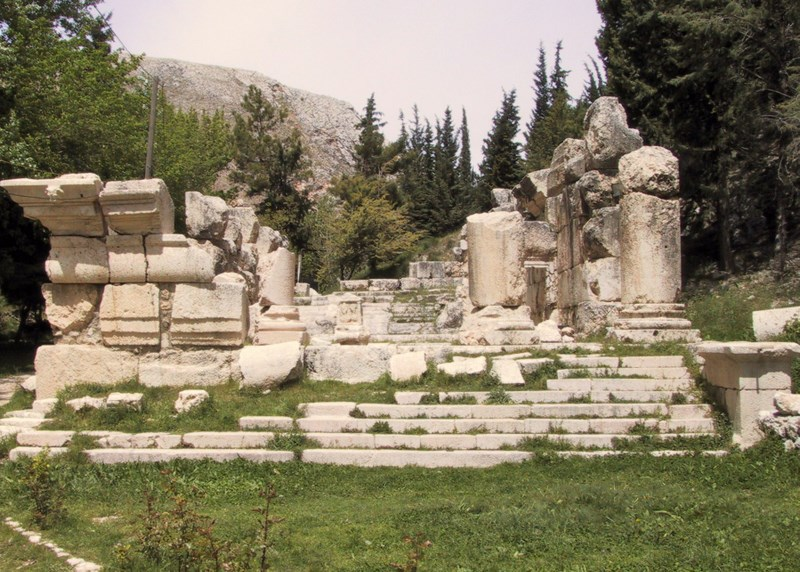
Eingang des Tempels B von Süden

Wenige Meter entfernt liegt in der Talsohle auf der anderen Seite des Baches ein kleinerer Tempel (Tempel B), der denselben Gottheiten geweiht war. Sein Eingang befand sich im Süden. Es war ein einfacher Prostylos-Tempel mit vier vorgestellten Säulen ohne Vorhalle. Die Säulen standen auf attischen Basen. Die mächtigen Quader der Längswände sind bis zur dritten Lage erhalten, ebenso der Treppenaufgang in gesamter Breite auf das Podium. Die Cellawände innen waren schmucklos. Vom zwei Meter hohen Adyton sind Reste des Stufenaufbaus erhalten. Der kleine Tempel ist älter als der große, er stammt möglicherweise aus dem 1. Jahrhundert. Da ein Wasserkanal in das Innere des Tempels geleitet war, wird angenommen, dass dieser Tempel für Reinigungsrituale verwendet wurde und öffentlich zugänglich war.
Der archäologische Bereich ist eingezäunt und gegen Eintritt zugänglich. An der nördlichen Seite des Tals führt eine schmale Fahrstraße drei Kilometer weiter bis zu den oberhalb an einem felsigen Hang gelegenen Tempeln von Hosn Niha.